# Samekh
Samekh, samech o simketh è la quindicesima lettera di molti alfabeti semitici, tra cui il fenicio, l'ebraico e quello aramaico, nella rappresentazione /s/. L'alfabeto arabo, tuttavia, usa una lettera basata sul fenicio šin per rappresentare la /s/: questo glifo prende il posto del samekh nel tradizionale ordine abjad dell'alfabeto arabo.

La lettera fenicia samekh

La lettera fenicia ha dato origine al greco Xi (Ξ, ξ) e alla lettera latina X.

## Origini
L'origine di samekh non è chiara. La lettera fenicia potrebbe essere nata da un glifo degli alfabeti protosinaitici dell'Età del bronzo, forse basato su un geroglifico che indicava un picchetto da tenda, o un qualche tipo di sostegno (s`mikhah, ebraico: סמיכה, o t`mikhah, ebraico: תמיכה – in ebraico moderno significa "sostenere"), e quindi potrebbe essere derivato dal geroglifico egizio djed :
| R11 |

## Samekh ebraico
| Varianti ortografiche | Varianti ortografiche | Varianti ortografiche | Varianti ortografiche | Varianti ortografiche |
| Vari font tipografici | Vari font tipografici | Vari font tipografici | Corsivo ebraico       | Carattere Rashi       |
| Serif                 | Sans-serif            | Monospazio            | Corsivo ebraico       | Carattere Rashi       |
| --------------------- | --------------------- | --------------------- | --------------------- | --------------------- |
| ס                     | ס                     | ס                     |                       |                       |

Ortografia ebraica compitata: סָמֶךְ‎

### Pronuncia
Samekh rappresenta una fricativa alveolare sorda /s/. Diversamente dalla maggior parte delle consonanti semitiche, la pronuncia di /s/ rimane costante tra vocali e prima di consonanti sonore.

### Significati
Nella ghematria, il valore numerico di samekh è 60.
Samekh e mem formano l'abbreviazione dell'Angelo della morte, il cui nome in ebraico è Samael. La parola significa anche centimetro.
In alcune leggende, samekh si dice che sia stato un miracolo dei Dieci Comandamenti. Esodo 32:15 narra che le tavolette "fossero scritte su entrambi i rispettivi lati". Il Talmud gerosolimitano interpreta ciò nel senso che l'iscrizione avesse penetrato l'intero spessore delle tavolette. La pietra nelle parti centrali delle lettere ajin e teth avrebbe dovuto spezzarsi, in quanto non era collegata al resto della tavoletta, ma rimase invece miracolosamente al suo posto, intatta. Il Talmud babilonese (Trattato Shabbat 104a) invece attribuisce ciò a samekh, ma samekh non aveva una tale forma cava nel sacro alfabeto paleoebraico che presumibilmente era stato utilizzato per le tavolette dei comandamenti. Tuttavia, questo sarebbe stato giusto – e corretto nell'interpretazione – per quei rabbini che sostenevano che la Torah o i Dieci Comandamenti erano stati dati nella scrittura "assiro-ebraica" (Sanhedrin 21b-22a).